# Keller Lake
Der Keller Lake ist ein See in den kanadischen Nordwest-Territorien. 

## Lage
Der Keller Lake liegt 85 km südlich des Großen Bärensees und 220 km nördlich von Fort Simpson. Er hat eine dreieckige Form mit Seitenlängen von 25 bis 28 km. Seine Wasserfläche beträgt etwa 330 km². Der Spiegel des Keller Lake liegt auf einer Höhe von 255 m.
Am Nordostufer befindet sich der Abfluss des Sees. Dieser verläuft in nördlicher Richtung und mündet 25 km nördlich des Keller Lake in den östlich des Sees verlaufenden Johnny Hoe River, der zum Großen Bärensee fließt.